# Paula Posavec
Paula Posavec (* 26. August 1996 in Čakovec, Kroatien) ist eine kroatische Handballspielerin, die dem Kader der kroatischen Nationalmannschaft angehört.

## Karriere

### Im Verein
Posavec begann das Handballspielen im Alter von neun Jahren. Sie spielte in ihrer Geburtsstadt bei ŽRK Zrinski Čakovec. Mit Zrinski Čakovec gewann die Außenspielerin in den Jahren 2012 und 2013 die kroatische Jugendmeisterschaft.
Posavec lief schon während ihrer Jugendzeit für die Damenmannschaft von ŽRK Zrinski Čakovec in der zweithöchsten kroatischen Spielklasse auf. Im Jahr 2014 stieg Zrinski in die höchste kroatische Spielklasse auf. Posavec erzielte in den Erstligaspielzeiten 2014/15 bis 2016/17 insgesamt 423 Treffer. Im Sommer 2017 wechselte sie zum Ligakonkurrenten ŽRK Lokomotiva Zagreb. 2018 gewann sie mit Lokomotiva den kroatischen Pokal. Posavec verlor mit Lokomotiva das Finale des EHF European Cups 2020/21 gegen die spanische Mannschaft Rincón Fertilidad Málaga. Eine Woche nach dem verlorenen Europapokalfinale gewann sie mit Lokomotiva den kroatischen Pokal. In der Saison 2021/22 lief Posavec für den slowenischen Erstligisten Rokometni Klub Krim auf, mit dem sie sowohl die slowenische Meisterschaft als auch den slowenischen Pokal gewann. Anschließend wechselte sie zum rumänischen Erstligisten CS Gloria 2018 Bistrița-Năsăud. Im Sommer 2024 kehrte sie zum kroatischen Erstligisten ŽRK Zrinski Čakovec zurück. Ein Jahr später schloss sie sich zum zweiten Mal dem ŽRK Lokomotiva Zagreb an.

### In der Nationalmannschaft
Posavec lief für die kroatische Jugend- und Juniorinnennationalmannschaft auf. Mit diesen Auswahlmannschaften nahm sie an der U-17-Europameisterschaft 2013, an der U-20-Weltmeisterschaft 2014 und an der U-20-Weltmeisterschaft 2016 teil. Mittlerweile gehört sie dem Kader der kroatischen A-Nationalmannschaft an. Posavec nahm erstmals mit Kroatien an der Europameisterschaft 2016 teil, bei der die Mannschaft nach der Vorrunde ausschied. Im Turnierverlauf erzielte sie insgesamt einen Treffer. Zwei Jahre später folgte mit der Europameisterschaft 2018 die nächste Turnierteilnahme, bei der Kroatien wiederum nach der Vorrunde ausschied. Sie warf insgesamt drei Tore. Bei der Europameisterschaft gewann sie mit der kroatischen Auswahl die Bronzemedaille. Posavec steuerte sieben Treffer zum Erfolg bei. 2022 nahm Posavec erneut an der Europameisterschaft teil, bei der sie zehn Treffer erzielte. Ein Jahr später belegte sie mit Kroatien bei der Weltmeisterschaft den 14. Platz. Posavec warf im Turnierverlauf fünf Tore.

## Sonstiges
Ihre Zwillingsschwester Stela spielt ebenfalls Handball.